# فرودگاه خمتی
فرودگاه خمتی (به انگلیسی: Khamti Airport) یک فرودگاه همگانی با کد یاتا KHM است . این فرودگاه در کشور میانمار قرار دارد و در ارتفاع ۱۸۲۹ متری از سطح دریا واقع شده است.

## شرکت‌های هواپیمایی و مقصدهای پروازی
| شرکت‌های هواپیمایی                                | مقصدهای پروازی   | Route |
| ------------------------------------------------ | ---------------- | ----- |
| Myanmar National Airlines Yangon Airways Air KBZ | ماندالای، یانگون |       |